# 女王の身代金
『女王の身代金』（じょおうのみのしろきん）は、柘植久慶による国際冒険アクション小説。1986年に集英社により刊行された。

## 概要
南米のヌエヴァ・グラナダ共和国（ブラジルに隣接しているという設定）で、蜂田迅をリーダーとする元グリーンベレーたちが行った人質救出作戦を描いた国際冒険アクション小説である。

## あらすじ
7月3日、ニューヨーク、マンハッタン――。カリブ・オイル社の会長ジョージ・スタイナーのもとに、1通の脅迫状が届いた。娘夫婦の解放するには、1億ドルの現金とヌエヴァ・グラナダ海底油田の採掘権を7月18日までに放棄せよ、という内容だった。要求を受諾しかけたスタイナーだったが、身代金がソ連への武器代金の支払いに当てられることを知った国務長官から強く反対される。進退窮まったスタイナーは、秘書室長の伝手を使ってグランヴィルにコンタクトを取った。

## 登場人物
蜂田 迅（はちだ　じん　ファーストネームの英語表記はJinn）
主人公。43歳。元グリーンベレー大尉。ヴェトナム戦争に従軍し、銀星章を授与されている。祖先は三国志の孫権。180センチ近い身長に、アメリカンフットボールの防具を着込んだような体型。
600ポンドのグランドピアノを持ち上げる膂力の持ち主。百科事典の異名を持つほどの博識で、状況に応じた柔軟な思考をする。金貨収集が趣味。支度金2万ドル、成功報酬50万ドルで今回の救出作戦を引き受ける。祖国や先祖の血に誇りを持つ人間を好む。
グランヴィル
元グリーンベレー大佐。長身。ルイジアナ州バトンルージュに在住。現在、危険な仕事を請け負う「グランヴィル・コンサルタンツ」を経営している。
暇な日が続き、回想録を書いている時に大きな仕事が舞い込むというジンクスの持ち主。ジタンを愛用している。祖先の国フランスの自動車であるシトロエン・CXに愛着を持っている。
エドワード・マクニコル
元グリーンベレー一等軍曹。38歳。通信のプロで、三人の子供を持つ白人。
テネシー州メンフィス在住。ウイリアムズ家具商会のサブマネージャーをしているが、単調な毎日に嫌気がさしていたのと、子供たちの学資を稼ぐため、辞職して今回の作戦を引き受ける。中古の75年型フォードが愛車。
エイブラハム・ジョーンズ
元グリーンベレー二等軍曹。37歳。破壊のプロ。黒人。
カリフォルニア州ロサンゼルス在住。庭師の見習い。現在の仕事に不満はないが、老いた両親に家を贈るために参加。親方が日系人のため、蜂田に親近感を持っている。
ジョージ・ゴンザレス
元グリーンベレー三等軍曹。34歳。武器と運転のプロ。メキシコ人の父とナヴァホ・インディアンの母との混血ゆえに、スペイン語が得意。赤銅色の肌。4人の中でただひとり実戦経験がない。
エルパソ在住。長距離トラックの運転手で、毎日エルパソとチワワ近くのエル・スエコまでを往復している。ホテル・リオのバーを20万ドルで購入するのが夢。
ジョージ・スタイナー
年商50億ドルのカリブオイル社会長。藁のような金髪。長身だが、下腹がせりだしてきている。
秘書室長のボブの紹介でグランヴィルと接触。着手金50万ドル、成功報酬250万ドルで娘であるエマの救出を依頼する。
エマ・フェルナンデス
スタイナーの娘。身長170センチ以上。学生時代より「女王」と呼ばれた美貌の持ち主。流暢なスペイン語を話す。
有名な写真家ヘルムート・ニュートンに請われ、ヴォーグ誌の表紙を飾ったこともある。
フェルナンデス
ヌエヴァ・グラナダ共和国の前大統領。気品のあるカイゼル髭の紳士。
4月1日のクーデターで、首都サラマンカを脱出して亡命した。蜂田たちにエマ夫婦の救出を要請する。
エンリケ・フェルナンデス
前大統領の息子で親衛隊司令官。階級は大佐。エマの夫。父親が亡命する際に、CIAのスパイと疑われたために現地に抑留され、エマとともに身柄を拘束されている。
ウェストポイントを卒業。
ロベルト・ガルシア
ヌエヴァ・グラナダ革命政府の評議会議長。顔全体が髭に被われた男。
フェルナンデスの外遊中にクーデターを成功させ、共和国の実権を握る。フィデル・カストロの信奉者だが、共産主義は否定している。
シュナイダー大佐
東ドイツ軍事顧問団団長。故郷はドレスデン。前任地ルアンダから、ヌエヴァ・グラナダ共和国へと赴任してきた。
蜂田たちの通信を傍受。共和国に極秘配備されているMig-23戦闘機の秘密を探りに来たと思い、外遊中で不在のガルシアに許可を求めて蜂田たちを追跡する。

## 武器・兵器
作品中に登場する武器・兵器は以下のとおり。

### 蜂田側
- C-130
- H&K P7M13
- G3
- M79

その他手榴弾、爆薬、レーションを含めたサバイバルキットを携行し、作戦に臨んだ。

### ヌエヴァ・グラナダ共和国側
- Mig-23
- T-55
- UH-1
- AK-47
- VZ-52
- 監視艇（25ミリ砲及び12.7ミリ機銃搭載）

なお、M60パットン、M113、F-5などのアメリカ製の兵器がフェルナンデス政権時に存在した記述があるが、作品中の所在は不明である。